# Maryvonne Quéméré-Jaouen
Pour les articles homonymes, voir Jaouen.
Maryvonne Quéméré-Jaouen (26 janvier 1910 à Quimper - 10 décembre 2001)
Elle a consacré la plus grande partie de sa vie à la langue bretonne, qu’elle a enseignée pendant de longues années, et à la défense de l’environnement en Bretagne. Elle est décorée de l'ordre de l'Hermine en 1989. Comme bon nombre de personnes, qui avaient œuvré en faveur de la langue bretonne, elle fut arrêtée et incarcérée à la Libération en 1944. Libérée par l'intervention de son mari, Ronan Quéméré, qui avait travaillé avec de Gaulle à Londres. 